# Wirye-dong (Seoul)
Wirye-dong (Tiếng Hàn: 위례동, Hanja: 慰禮洞) là một phường hành chính ở Songpa-gu, Seoul, Hàn Quốc.

## Giao thông vận tải
- ● Tàu điện ngầm Seoul tuyến 8: Ga Bokjeong